# Ler
Ler är en kornfraktion där mineralkornen är mindre än 0,002 mm, är de dessutom mindre än 0,0006 mm kan de benämnas finler.